# Ithomia hyala
Ithomia hyala är en fjärilsart som beskrevs av William Chapman Hewitson 1855. Ithomia hyala ingår i släktet Ithomia och familjen praktfjärilar. Inga underarter finns listade i Catalogue of Life.

## Bildgalleri

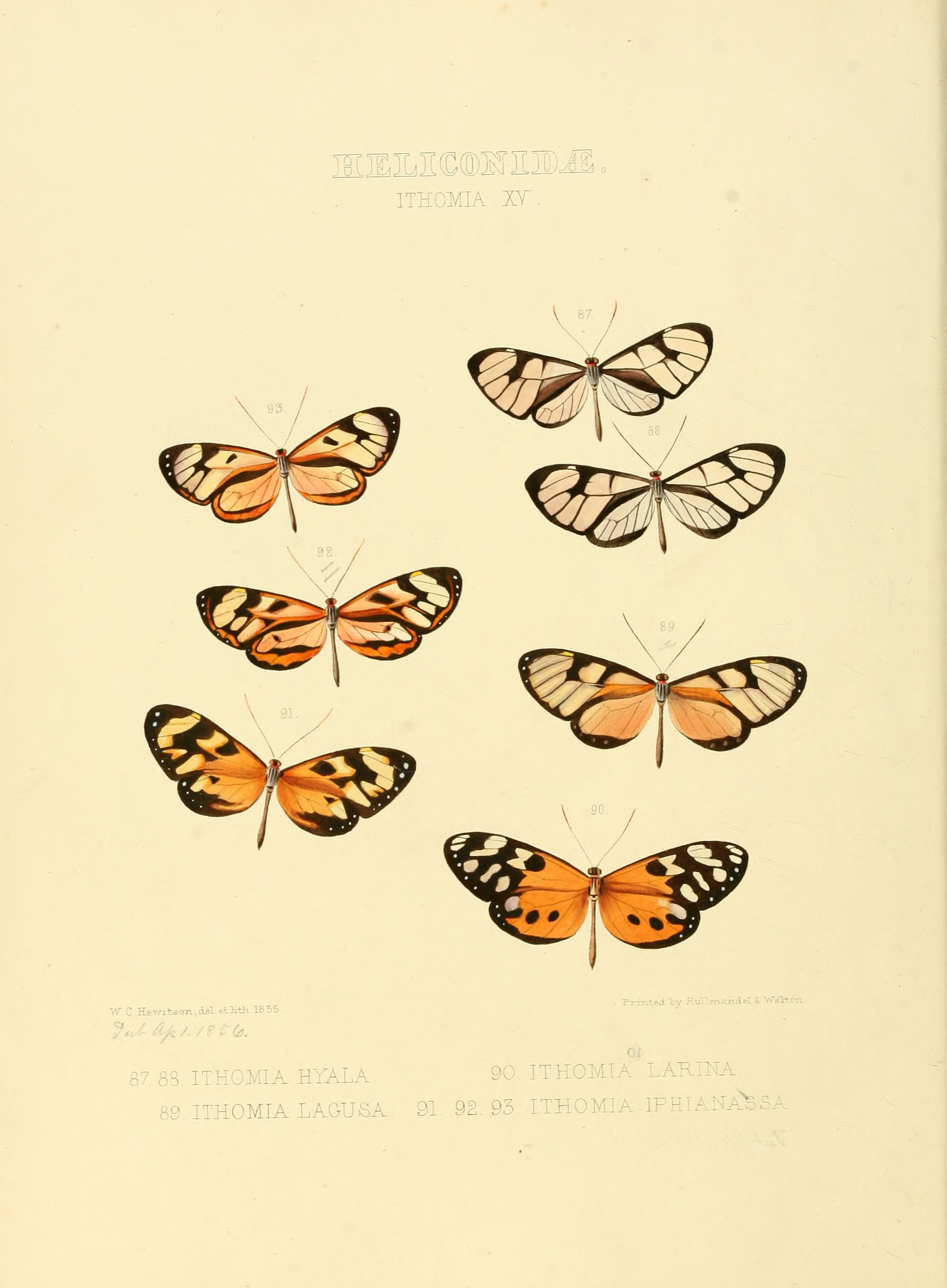